# Tomáš Šmíd (politolog)
Tomáš Šmíd (* 15. ledna 1979 Zlín) je český politolog a bezpečnostní analytik.

## Biografie
Vystudoval historii a politologii na Fakultě sociálních studií Masarykově univerzitě v Brně (2002 bakalář, 2004 magistr). Doktorát obhájil tamtéž v oboru politologie. Na stejné fakultě přednášel do roku 2019 bezpečnostní a strategická studia. V letech 2009 a 2010 působil na MGIMO MID v Moskvě a v letech 2010 – 2011 jako Fulbrightův stipendista na Central Asia-Caucasus Institute (CACI), SAIS, The Johns Hopkins University ve Washingtonu, D.C.

## Zaměření
Odborně se zabývá především problematikou ozbrojených konfliktů, organizovaného zločinu a selhávání státní moci. Teritoriálně se soustředí především na přední Eurasii, obzvláště na oblast Kavkazu. Klade velký důraz na terénní výzkum a osobní znalost a zkušenost se zkoumanými teritorii, což mu umožnilo navštívit řadu problematických destinací (např. Arménii, Ázerbájdžán, Čečensko, Dagestán a další severokavkazské republiky, Gruzii, Irák, Írán, Izrael, Kosovo, Libanon, východní Turecko a další).

## Práce
Je autorem a spoluautorem několika monografií (např. Organizovaný zločin v Ruské federaci a s Petrem Kupkou Český organizovaný zločin. Od vyděračů ke korupčním sítím) řady odborných článků, konferenčních vystoupení (např. na Columbia University v New Yorku), analýz a publicistických textů. Vystupuje též v českých i zahraničních médiích. Pravidelněji publikuje v CACI Analyst, Jane’s Intelligence a Lidových novinách.
Přednáší i na celé řadě dalších institucí v ČR i zahraničí.[zdroj?] Je členem České společnosti pro politické vědy a České kriminologické společnosti. V listopadu 2019 mu nebyla na Fakultě sociálních studií prodloužena pracovní smlouva, což vedlo k vyjádření podpory ze strany studentů sdružených v Security Outlines . V současnosti[kdy?] působí na AMBIS vysoké škole.
Mimo akademické aktivity je aktivní v českém olympijském boxu. Je trenérem oddílu MTM Boxing Brno a je mezinárodním rozhodčím AIBA.

## Dílo
- Smolík, J., Šmíd, T. a kol. (2010): Vybrané bezpečnostní hrozby a rizika 21. století, Brno: MPÚ.
- Smolík, J., Šmíd, T., Vaďura, V. (eds., 2007): Organizovaný zločin a jeho ohniska v současném světě, Brno: MPÚ.
- Šmíd, T., Kupka, P. (2011): Český organizovaný zločin. Od vyděračů ke korupčním sítím, Brno: MPÚ.